# E962号線
E962号線 (E962ごうせん、英: European route E962) は、欧州自動車道路のBクラス幹線道路。全線がギリシャ国内にあり、エレフシナとティーヴァを結ぶ。アテネの北西でE94号線とE75号線を短絡する路線で、2007年2月に設定された。欧州自動車道路でもっとも大きな路線番号を持つ。

## 経路
ギリシア国道3号線 (Greek National Road 3) とその支線の一部が指定されているが、AGR (European Agreement on Main International Traffic Arteries、基幹国際動脈道路に関する欧州協定）のすべての要件を満たしてはいない。この区間の高規格化路線として高速道路A13号線 (el:Αυτοκινητόδρομος 13 (Ελλάδα)) が計画されている。
起点は、アテネ西方のエレフシナ（西アッティカ県）にある、高速道路A6号線 (Motorway 8 (Greece)) （E94号線に指定されている）と国道3号線 (Greek National Road 3) との分岐点である。マンドラ (Mandra) 、エリスレス (Erythres) を経由して、ティーヴァ（ヴィオティア県）に至る。ティーヴァ市街西方で、E962号線は国道3a号線を通じて、高速道路A1号線 (Motorway 1 (Greece)) （E75号線に指定されている）に接続する。

## 沿革
2007年2月に設定された。

### 過去に「E962号線」と呼ばれた路線
「E962号線」という路線番号は、2002年から2006年まではイタリアを走る路線に割り当てられていた。
旧「E962号線」は、トリノのA26を基点に、E25号線に接続して南イタリアに到るものであった。2002年11月に開通したが、E45号線に繋がるA22からの交通と混乱するため、2006年12月に廃止された。